# Controversy
| Оценки критиков               | Оценки критиков |
| Источник                      | Оценка          |
| ----------------------------- | --------------- |
| AllMusic                      | [ 2 ]           |
| Blender                       | [ 4 ]           |
| Robert Christgau              | A−              |
| Entertainment Weekly          | B+              |
| MusicHound                    | 4/5             |
| Rolling Stone                 | [ 8 ]           |
| The Rolling Stone Album Guide | [ 9 ]           |
| Spin Alternative Record Guide | 8/10            |
| Virgin Encyclopedia           | [ 11 ]          |

Controversy — четвёртый студийный альбом американского певца и композитора Принса, выпущенный 14 октября 1981 года на лейбле Warner Bros. Диск получил положительные отзывы музыкальной критики и интернет-изданий.

## Об альбоме
Альбом был полностью написан и спродюсирован самим Принсом. Controversy получил положительные отзывы музыкальных критиков и интернет-изданий. Рецензент Афиша Daily в ретроспективном обзоре дискографии Принса описал музыку на альбоме как «въедливый синтезаторный фанк, перед которым, как перед коробкой шоколадного печенья, устоять невозможно».
Controversy достиг позиции № 21 в американском чарте Billboard 200 и получил платиновый статус в США (более 1 млн копий).
По итогам 1981 года Controversy был назван альбомом № 8 по мнению критиков Pazz & Jop, опроса, проведённого газетой The Village Voice.

## Список композиций
Слова и музыка всех песен Принс.
Первая сторона
1. «Controversy[англ.]» — 7:15
2. «Sexuality[англ.]» — 4:21
3. «Do Me, Baby» — 7:43

Вторая сторона
1. «Private Joy» — 4:29
2. «Ronnie, Talk to Russia» — 1:58
3. «Let's Work» — 3:54
4. «Annie Christian» — 4:22
5. «Jack U Off» — 3:09

## Чарты
| Чарт (1981)                         | Высшая позиция |
| ----------------------------------- | -------------- |
| Australian Albums Chart             | 55             |
| Dutch Albums Chart                  | 50             |
| US Billboard 200                    | 21             |
| US Billboard Top R&B/Hip-Hop Albums | 3              |

### Итоговые годовые чарты
| Чарт (1982)              | Позиция |
| ------------------------ | ------- |
| США Billboard Pop Albums | 59      |

### Синглы в Hot 100
- «Controversy[англ.]» (#70 US, #3 US R&B)

1. «Controversy»
2. «When You Were Mine[англ.]»

- «Let's Work» (#104 US, #9 US R&B)

1. «Let’s Work»
2. «Ronnie, Talk to Russia»
3. «Gotta Stop (Messin' About)» (US 12")

- «Do Me, Baby»

1. «Do Me, Baby»
2. «Private Joy»

- «Sexuality[англ.]» (German/Japan/Australia single)

1. «Sexuality»
2. «Controversy» (DEU, JAP)
3. «I Wanna Be Your Lover» (AUS)